# 甲马仓·桑培
甲马仓·桑培（1914年-1974年），又名嘉瑪桑佩，藏族，康區理化人，四水六岗卫教志愿军副司令。

## 生平
1957年4月21日，四川省康区武装首领之一恩珠仓·贡布扎西在拉萨召开从康区（四川省、云南省藏区）、安多（青海省藏区）各地逃来的人士，筹组“四水六岗”（藏语“曲细岗珠”）。西藏噶厦噶伦柳霞·土登塔巴、夏苏·居美多吉到场支持。5月20日，“四水六岗”宣布成立，并决定向达赖献“金宝座”以便通过募捐筹措资金。“四水六岗”是由从四川省康区逃到拉萨的恩珠仓·贡布扎西、夏格仓·朗加多吉、甲马仓·桑培等人与拉萨的“公民会议”人士共同成立。
1958年6月15日，恩珠仓·贡布扎西带着空投前来的两位藏籍美国特工及拉萨附近的部分武装，离开拉萨赴山南地区哲古宗（今属措美县），与从四川省康区经印度、锡金从西藏亚东进入西藏境内的一批人员会合，成立武装“根据地”。1958年6月24日，恩珠仓·贡布扎西召开由27股武装的首领参加的会议，成立“四水六岗卫教志愿军”（以下简称“卫教军”），作为“四水六岗”指挥的武装部队，人数3000人。“卫教军”由恩珠仓·贡布扎西任司令，甲马仓·桑培、夏格仓·朗加多吉、桑都仓·洛年扎等人任副司令，其中甲马仓·桑培为第一副司令。
1958年10月22日，甲马仓·桑培率领700多人的武装进攻驻守泽当的山南地区工作队及在当地驻军的中国人民解放军第一五五团九连。经过三天战斗，该武装的进攻被九连击退。
1959年1月25日，甲马仓·桑培率领2000多人的武装，再度围攻中共山南党的机关及驻军，并先后在2月8日、2月18日发动两次猛烈进攻。山南地区工作队负责人王运祥指挥机关工作人员及中国人民解放军第一五五团三营坚守泽当74天，击退了进攻，但社会部副部长赵克俭、财经部副部长王一平等汉族、藏族干部及中国人民解放军战士数十人阵亡。
後來，臺灣的中國大陸災胞救濟總會接運甲马仓·桑培與眷屬等人來到臺灣安置。
1963年5月12日，四水六岗卫教志愿军副司令甲马仓·桑培一行八人抵达馬祖訪問。
1965年，释东初為了影印《西藏大藏經總目錄》，與释樂觀赴天母探訪四水六岗卫教志愿军副司令甲马仓·桑培，交換影印《西藏大藏經總目錄》意見，他们还託甲马仓·桑培請達賴为该目录作序，但後來未果。
1969年3月10日，“西藏抗暴10週年紀念大會”在台湾台北市中山堂舉行，四水六岗卫教志愿军副司令甲马仓·桑培在會上“控訴共匪暴政，西藏人民為反抗暴政，寫下可歌可泣的悲壯故事。他來到台灣就是要追隨國軍，早日打回大陸。”1959年藏区骚乱（台湾方面称“西藏抗暴”）後，不少流亡印度各地的藏胞，经台湾的救總協助，依其志願接運來台湾，获輔助就學或就業，予以接待和安置。